# Выборг (линейный корабль, 1841)
«Выборг» — 74-пушечный парусный линейный корабль Балтийского флота России. Был заложен 22 июня (4 июля) 1839 года на Охтенской верфи Санкт-Петербурга, спущен на воду 30 июля (11 августа) 1841 года. Первый русский винтовой линейный корабль.

## Конструкция
Корабль «Выборг» был одним из трёх кораблей типа «Фершампенуаз». Эти корабли были более крупными, чем те, что строились в Архангельске. Кроме того они отличались круглой формой кормы и имели хорошие мореходные качества. Несмотря на то, что официально все корабли этого типа считались 74-пушечными, фактически они имели до 82 орудий.

## История службы
В 1843, 1845, 1847 и 1851 годах корабль в составе эскадр выходил в плавания в Балтийское море и Финский залив. В 1844 с эскадрой вице-адмирала Г. И. Платера ходил в практическое плавание в Северное море. В 1848—1850 годах принимал участие в экспедиции Балтийского флота в датские воды.
13 мая 1848, находясь в составе 3-й дивизии контр-адмирала И. П. Епанчина, вышел из Кронштадта и 25 мая прибыл к острову Мэн. Дивизия крейсировала в районе этого острова, а также островов Рюген и Борнгольм до 22 августа. 1 сентября «Выборг» вернулся в Кронштадт, а с 28 июля по 30 августа 1849 года он, в составе второй дивизии контр-адмирала З. З. Балка, ходил в крейсерство к острову Готланд.
29 июня 1850 с третьей дивизией вице-адмирала И. П. Епанчина корабль вышел из Кронштадта и направился к берегам Дании. С 11 июля по 16 сентября он стоял на Зондербургском рейде, после чего дивизия возвратилась в Кронштадт.
С 23 октября 1852 года по 21 мая 1854 года корабль тимберовали в доке Петра Великого с переобоудованием в винтовой. «Выборг» стал первым русским винтовым линейным кораблём. Работами по обращению корабля руководил А. В. Мордвинов. Корпус «Выборга» был удлинён, было установлено четыре котла, паровая машина мощностью 450 л. с. и усилена артиллерия — теперь она состояла из 72 орудий 30-, 60 и 68-фунтового калибра. После тимберовки полное водоизмещение корабля составило 3505 тонн, а главные размерения возросли до 65,3×15,8×5,9×6,8 м. Переоборудованный «Выборг» мог развивать скорость 7,5 узлов и имел экипаж численностью 950 человек.
С мая по август 1856 года корабль был занят перевозкой русских войск из Свеаборга в Кронштадт, а 2 октября 1856 года с эскадрой контр-адмирала Е. А. Беренса вышел из Кронштадта в плавание по маршруту Киль — Христианзанд — Шербур — Кадис — Генуя — Виллафранка — Генуя — Специя — Тулон — Алжир — Лиссабон — Брест — Киль — Ревель. В Кронштадт корабль вернулся 7 августа 1857 года.
Находясь в Средиземном море корабль шёл под флагом генерал-адмирала великого князя Константина Павловича. Во время остановки в Лиссабоне в 1857 году, моряки с корабля «Выборг» и фрегата «Кастор» участвовали в тушении пожара в городе.
В 1858—1860 годах «Выборг» с отрядом паровых судов ходил в практические плавания в Финском заливе.
7 декабря 1863 он был исключён из списков судов Балтийского Флота, а позже — разобран.

## Командиры
Командирами корабля служили:
1. 1841, 1843—1845 — Н. Н. Назимов
2. 1847—1851 — Р. А. Адамс
3. хх.хх.хххх — 20.01.1854[3] — капитан 1-го ранга Цебриков, Константин Романович
4. 20.01.1854[4] — хх.хх.1858 — капитан 2-го ранга (с 11.04.1854 капитан 1-го ранга) Дюгамель, Михаил Осипович
5. 1859 — А. Я. Тишевский
6. 1860 — В. А. Стеценков
7. 1861—1863 — М. П. Тироль